# Koji Sakamoto
Koji Sakamoto (坂本 紘司 Sakamoto Koji?), född 3 december 1978 i Shiga prefektur, är en japansk före detta fotbollsspelare.
Sakamoto började sin karriär 1997 i Júbilo Iwata. 2000 flyttade han till Shonan Bellmare. Han spelade 456 ligamatcher för klubben. Han avslutade karriären 2012.